# إمندينغن
امندينغن (بالألمانية: Emmendingen) هي Grosse Kreisstadt، مدينة، medium regional center وبلدة ألمانية تقع في ألمانيا في إمندينغن. يقدر عدد سكانها بـ 26,330 نسمة .

## المدن التوأمة
مدن Six-Fours-les-Plages، Newark-on-Trent، صاندومير، مجلس إقليمي شارون الجنوب ‏ و توري أنونزياتا هي مدن توأمة لـامندينغن.

## أعلام
- باول بدر
- ألفرد دوبلن
- ينس شونغارت